# کافه جنگیان
کافه جنگیان، از توابع بخش بزمان شهرستان ایرانشهر در استان سیستان و بلوچستان ایران است. کافه بین راهی در منطقه ایی خوش آب و هوا توسط جنگیان شیهکی در سال ۱۳۶۰ تأسیس شد پس از درگذشت جنگیان شیهکی یک مسجد به یادگار ماند و توسط فرزندان و نوادگان آن باسازی شد و معروف به کافه جنگیان است.

## جمعیت
این روستا در دهستان آب رئیس قرار دارد و براساس سرشماری مرکز آمار ایران در سال ۱۳۸۵، جمعیت آن ۲۷ نفر (۷خانوار) بوده‌است.